# Engelbert-Maria von Arenberg

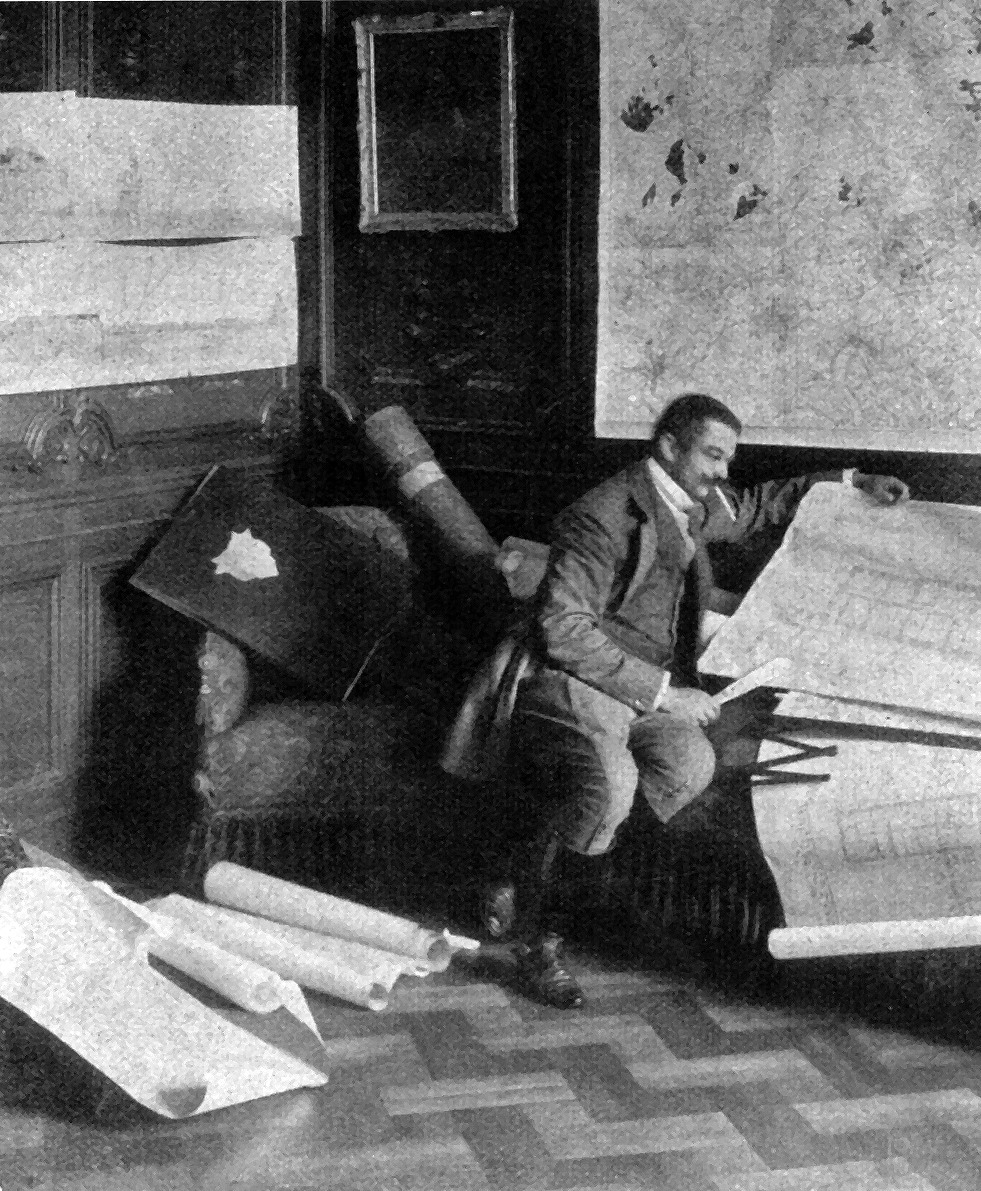
Engelbert-Maria von Arenberg auf einem Foto von Georg Rothe, 1906

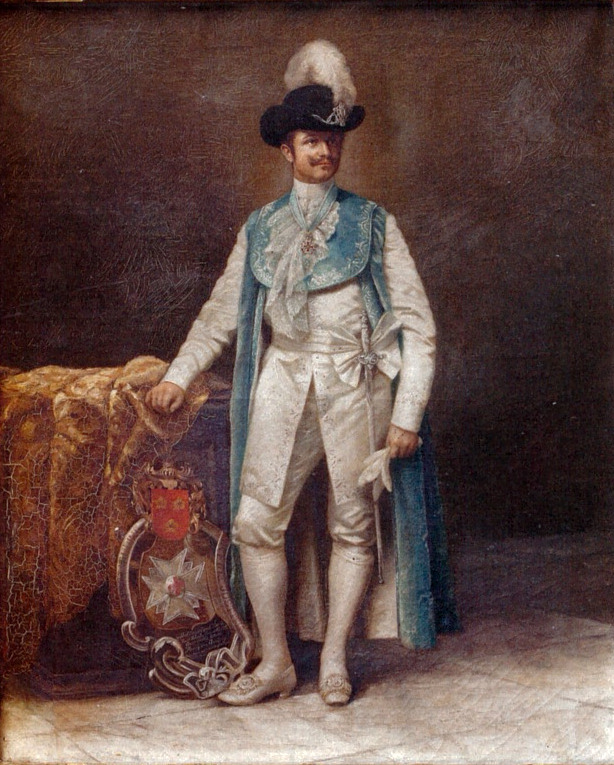
Porträt des Herzogs im Ornat eines Ritters des Orden vom Heiligen Georg (unbekannter Künstler, nach 1903)

Engelbert-Maria von Arenberg (vollständiger Name: Engelbert Prosper Ernst Maria Joseph Julius Balthasar Benedikt Anton Eleonore Lorenz; * 10. August 1872 in Salzburg; † 15. Januar 1949 in Lausanne) war ein deutscher Adeliger und 9. Herzog des Hauses Arenberg. Er war ein Enkel von Herzog Prosper Ludwig von Arenberg (1785–1861), des Landesherrn im Herzogtum Arenberg-Meppen. Sein Vater Engelbert-August (1824–1875), war der 8. Herzog des Hauses Arenberg.

## Leben
Engelbert Maria von Arenberg wuchs zunächst in Belgien im Egmont Palast in Brüssel sowie in den Schlössern Heverlee bei Löwen und Schloss Enghien südwestlich von Brüssel auf. Von 1889 bis 1893 war er Offizier der preußischen Armee im Kürassier-Regiment „von Driesen“ (Westfälisches) Nr. 4 in Münster und von 1893 bis 1896 diente er im Garde-Kürassier-Regiment in Berlin. Während des Ersten Weltkriegs gehörte er als Major dem Armee-Oberkommando VII an.
Herzog Engelbert-Maria erbte nach dem Tod seines Vaters dessen umfangreichen Besitz, darunter ausgedehnte Waldflächen im Emsland. 1903 erwarb er Schloss Nordkirchen im Münsterland. Als Nachfolger von Heinrich Wattendorff gehörte er von 1909 bis 1912 dem Reichstag als Zentrumsabgeordneter für den Wahlkreis Lüdinghausen-Warendorf-Beckum an. Seine Kandidatur stieß innerhalb der westfälischen Zentrumspartei wegen seiner Zugehörigkeit zum Adel auf Widerstand. Von 1903 bis 1918 war der Herzog erbliches Mitglied des Preußischen Herrenhauses und von 1917 bis 1919 für den Wahlkreis Lüdinghausen Mitglied im Westfälischen Provinziallandtag. Nach Angaben des Schriftstellers Bernt Engelmann war Herzog Engelbert-Maria von Arenberg im Jahr 1913 „der mit Abstand reichste Grundbesitzer Westfalens“. Er habe ein geschätztes Vermögen von 63 Millionen Goldmark versteuert.
Von Arenberg verwaltete den Grund- und Industriebesitz der Familie, darunter etwa 13.000 Hektar im Emsland und mehrere Bergwerke, die er in die 1928 bis 1932 gegründeten Gesellschaften Arenberg-Meppen GmbH, Arenberg-Nordkirchen GmbH, Arenberg-Recklinghausen GmbH, Arenberg-Schleiden GmbH und Arenberg-Düsseldorf GmbH eingebracht hatte. Gesellschafter dieser Gesellschaften waren von Anfang an seine drei Kinder, darunter als Haupterbe der älteste Sohn. Er war zugleich Stifter zahlreicher sozialer Einrichtungen.
Nach dem Ersten Weltkrieg siedelte Engelbert-Maria von Arenberg ins Ausland und hatte seinen Wohnsitz in Mailand. 1949 starb er nach kurzer Krankheit in Lausanne.
Engelbert-Maria von Arenberg wurde 1919 zum Ehrenbürger der Stadt Meppen und 1927 zum Ehrenbürger der Stadt Recklinghausen ernannt.
Aus seiner Ehe mit Prinzessin Hedwig de Ligne stammten drei Kinder:
1. Engelbert-Charles (1899–1974), 10. Herzog von Arenberg, 16. Herzog von Aarschot, 5. Herzog von Meppen, 5. Fürst von Recklinghausen, ⚭ I) 1939 Valerie Prinzessin von Schleswig-Holstein-Sonderburg-Glücksburg, ⚭ II) 1955 Mathilde Callay (1913–1989) – er starb kinderlos. Seine Anteile am Familienerbe hinterließ er seiner Witwe, die sie nach ihrem Tode 1989 der gemeinnützigen „Stiftung Herzog Englebert-Charles und Herzogin Mathildis von Arenberg“ hinterließ.
2. Erik Engelbert (1901–1992), 11. Herzog von Arenberg, 17. Herzog von Aarschot, 6. Herzog von Meppen, 6. Fürst von Recklinghausen, ⚭ 1949 Marie Thérèse de la Poëze d'Harambure (1911–2005), Witwe des Henri de Belsunce. Ihre Kinder erster Ehe, Laetitia de Belsunce (* 1941) und Rodrigue de Belsunce (1942–2007) wurden von Erik unter dem Namen Prinz/essin von Arenberg adoptiert.
3. Lydia (1905–1977), ⚭ 1928 Filiberto, Prinz von Savoyen, 4. Herzog von Genua (1895–1990), General

Die Nachfolge als Chef des Hauses Arenberg ging nach dem Tod seiner beiden kinderlosen Söhne auf Jean Engelbert von Arenberg (1921–2011) über, einen Urenkel von Anton Franz (1826–1910).